# August Kaden
Pour les articles homonymes, voir Kaden (homonymie).
Wilhelm August Kaden (né le 26 septembre 1850 à Naundorf et mort le 21 juin 1913 à Dresde) est un homme politique saxon (SPD), député du Reichstag, fabricant de cigares et éditeur.

## Biographie
Kaden grandit en tant que fils d'un ouvrier à Naundorf, où il termine ses études dans une école communautaire en 1864. Kaden apprend le métier de travailleur du tabac, travaille comme tel et fait un voyage qui le conduit en Hollande, en Suisse et dans le sud de l'Empire allemand. En 1874, il s'installe à Dresde comme ouvrier du cigare. En 1883, il ouvre une entreprise à Gohlis en tant que fabricant et détaillant indépendant de cigares.
De 1886 à environ 1893, Kaden vit à Kötzschenbroda (6 Uferstrasse),où il est membre du conseil municipal et dirige également sa fabrique de cigares August Kaden & Co. Felix Kaden (de) y est né en 1892.

## Activité politique
À partir de 1874, Kaden est fonctionnaire du parti du SPD à Dresde. De 1885 à 1897, il est membre du parlement de l'État (de) du Royaume de Saxe. De 1898 jusqu'à sa mort en 1913, Kaden est le successeur de Wilhelm Liebknecht au Reichstag. Il représente la 4e circonscription de Saxe (Dresde-rive-droite-Dresde Neustadt).
De 1890 à 1913, Kaden est membre de la commission centrale de contrôle de son parti et à partir de 1906 de son président. De 1906, Kaden est membre du conseil d'administration de son groupe parlementaire et de 1912 jusqu'à sa mort, leur trésorier.
De plus, à partir de 1890, Kaden publie le journal Sächsische Arbeiterzeitung (de). En 1898, il est cofondateur et copropriétaire de la maison d'impression et d'édition Kaden & Co., dans laquelle paraît le Sächsische Arbeiterzeitung, rebaptisé Dresdner Volkszeitung (de) en 1908.
À Radebeul-Kötzschenbroda Oberort, August-Kaden-Strasse porte son nom.